# Гайтерванг
Гайтерванг (нім. Heiterwang) —  громада округу Ройтте у землі Тіроль, Австрія.
Гайтерванг лежить на висоті 994 м над рівнем моря і займає площу 35,73 км². Громада налічує 511 мешканців.
Густота населення 14/км².
|                                     |
| Гайтерванг на мапі округу та землі. |

 Адреса управління громади: Oberdorf 13, 6611 Heiterwang.